# Regional Mexican Airplay
Regional Mexican Airplay (también conocido como Regional Mexican Songs, o anteriormente, Latin Regional Mexican Airplay) es una lista de récords publicada por la revista Billboard. Fue establecido por la revista el 8 de octubre de 1994, siendo «La niña fresa» de Banda Zeta la primera canción número uno en la lista. La lista se centra principalmente en los estilos de música de las diferentes regiones rurales de México, como el mariachi, el norteño y la banda sinaloense, así como de la comunidad mexicoamericana en los Estados Unidos, como la tejana. Estos géneros se conocen colectivamente como "regional mexicano" bajo el paraguas de la música latina. Esta tabla presenta solo sencillos o pistas y, como la mayoría de las listas de Billboard, se basa en la reproducción al aire; las listas de radio se compilan utilizando información rastreada por Nielsen Broadcast Data Systems (BDS), que monitorea electrónicamente estaciones de radio en más de 140 mercados en los Estados Unidos. Los gráficos de audiencia hacen referencias cruzadas de los datos de BDS con la información de los oyentes recopilada por el sistema de clasificación de Arbitron para determinar el número aproximado de impresiones de audiencia realizadas para las obras en cada franja horaria. La canción actual número uno en la lista es «La lotería» de Los Tigres del Norte.

## Registros importantes

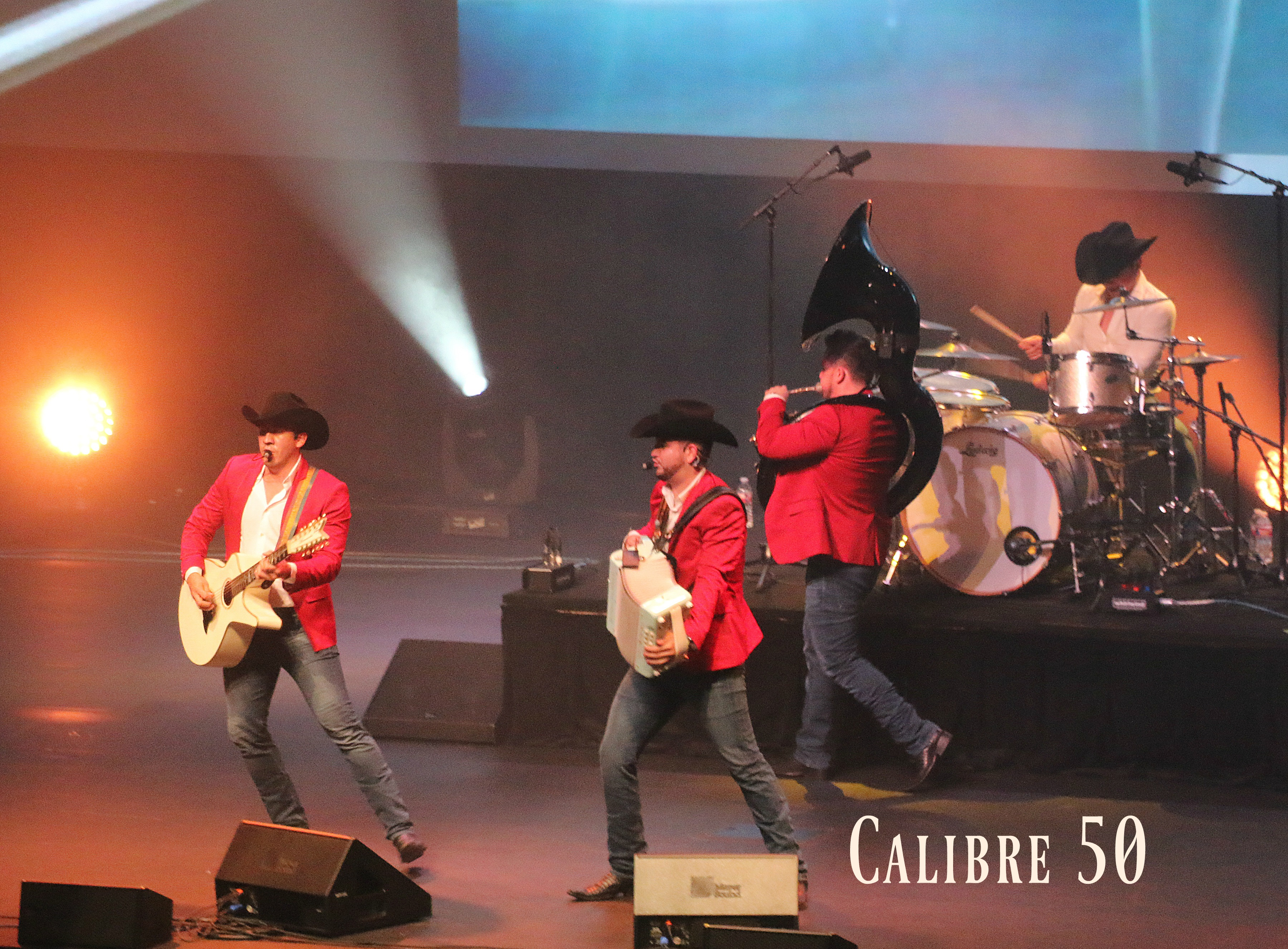
Calibre 50 tiene la mayor cantidad de canciones número uno con 27

### Artista con más éxitos número uno
| Número de sencillos | Artista                       | Número uno con mayor duración                                    | Ref. |
| ------------------- | ----------------------------- | ---------------------------------------------------------------- | ---- |
| 27                  | Calibre 50                    | "Contigo" (2015) - 10 semanas                                    |      |
| 20                  | Intocable                     | "Sueña" (2002) - 13 semanas                                      |      |
| 19                  | La Arrolladora Banda El Limon | "Llamada de mi ex" (2012) - 19 semanas                           |      |
| 18                  | Los Tigres del Norte          | "El circo" (1996) - 10 semanas                                   |      |
| 18                  | Banda El Recodo               | "Yo sé que te acordarás" (2000) - 19 semanas                     |      |
| 17                  | Christian Nodal               | "Adiós amor" (2017), "De los besos que te di" (2019) - 7 semanas |      |
| 16                  | Conjunto Primavera            | "Necesito decirte" (1999) - 21 semanas                           |      |
| 12                  | Grupo Frontera                | "El amor de su vida" - 4 semanas                                 |      |
| 11                  | Alejandro Fernández           | "Te olvidé" (2020) - 2 semanas                                   |      |
| 10                  | Grupo Firme                   | "El amor de su vida" (2023) - 4 semanas                          |      |

### Artistas con más éxitos entre los diez primeros
| Total | Artista                       | Fuente |
| ----- | ----------------------------- | ------ |
| 50    | Intocable                     |        |
| 47    | Banda El Recodo               |        |
| 47    | Los Tigres del Norte          |        |
| 39    | La Arrolladora Banda El Limón |        |
| 38    | Calibre 50                    |        |
| 37    | Los Tucanes de Tijuana        |        |
| 30    | Marco Antonio Solís           |        |
| 28    | Conjunto Primavera            |        |
| 24    | Vicente Fernández             |        |
| 24    | Banda Los Recoditos           |        |
| 24    | Banda Carnaval                |        |

### Artistas con más éxitos
| Total | Artista                       | Fuente |
| ----- | ----------------------------- | ------ |
| 73    | Los Tucanes de Tijuana        |        |
| 72    | Los Tigres del Norte          |        |
| 70    | Intocable                     |        |
| 66    | Banda El Recodo               |        |
| 62    | Los Huracanes del Norte       |        |
| 54    | Marco Antonio Solís           |        |
| 51    | Calibre 50                    |        |
| 50    | La Arrolladora Banda El Limón |        |
| 49    | Conjunto Primavera            |        |
| 47    | Vicente Fernández             |        |

### Las 10 mejores canciones de todos los tiempos (1994-presente)
En 2018, la revista Billboard compiló una clasificación de las 20 canciones con mejor desempeño en la lista desde su creación en 1994. La lista se basa en la mayor cantidad de semanas que la canción pasó en la parte superior de la lista. Para las canciones con la misma cantidad de semanas en el número uno, se clasifican por la mayor cantidad de semanas entre las diez primeras, seguidas por la mayor cantidad de semanas en la lista. La lista se actualizó en 2021.
| Rango | Sencillo                  | Artista(s)                    | Año pico | Pico y duración          |  |
| ----- | ------------------------- | ----------------------------- | -------- | ------------------------ |  |
| 1.    | «No me conoces aún»       | Palomo                        | 2001     | No. 1 durante 31 semanas |  |
| 2.    | «Necesito decirte»        | Conjunto Primavera            | 1999     | No. 1 durante 21 semanas |  |
| 3.    | «Llamada de mi ex»        | La Arrolladora Banda El Limón | 2012     | No. 1 durante 19 semanas |  |
| 4.    | «Yo sé que te acordarás»  | Banda El Recodo               | 2000     | No. 1 durante 19 semanas |  |
| 5.    | «Una vez más»             | Conjunto Primavera            | 2003     | No. 1 durante 17 semanas |  |
| 6.    | «Dime que me quieres»     | Banda El Recodo               | 2010     | No. 1 durante 17 semanas |  |
| 7.    | «No puedo olvidarte»      | Beto y sus Canarios           | 2005     | No. 1 durante 16 semanas |  |
| 8.    | «El ruido de tus zapatos» | La Arrolladora Banda El Limón | 2013     | No. 1 durante 16 semanas |  |
| 9.    | «Te presumo»              | Banda El Recodo               | 2009     | No. 1 durante 14 semanas |  |
| 10    | «Nomás por tu culpa»      | Los Huracanes del Norte       | 2003     | No. 1 durante 15 semanas |  |

### BillboardRegional Mexican Airplay canciones número uno del año
- 1995: "Tú, sólo tú" de Selena
- 1996: "Un millón de rosas" de La Mafia
- 1997: "Ya me voy para siempre" de Los Temerarios
- 1998: "¿Por qué te conocí?" de Los Temerarios
- 1999: "Necesito decirte" de Conjunto Primavera
- 2000: "El listón de tu pelo" de Los Ángeles Azules
- 2001: "Y llegaste tú" de Banda El Recodo
- 2002: "No me conoces aún" de Palomo
- 2003: "Una vez más" de Conjunto Primavera
- 2004: "Dos locos" de Los Horóscopos de Durango
- 2005: "Hoy como ayer" de Conjunto Primavera
- 2006: "Aliado del tiempo" de Mariano Barba
- 2007: "Dime quién es" de Los Rieleros del Norte
- 2008: "Hasta el día de hoy" de Los Dareyes de la Sierra
- 2009: "Te presumo" de Banda El Recodo
- 2010: "Ando bien pedo" de Banda Los Recoditos
- 2011: "Me encantaría" de Fidel Rueda
- 2012: "Llamada de mi ex" de La Arrolladora Banda El Limón
- 2013: "El ruido de tus zapatos" de La Arrolladora Banda El Limón
- 2014: "Hermosa experiencia" de Banda MS
- 2015: "Levantando polvadera" de Voz de Mando
- 2016: "Solo con verte" de Banda MS
- 2017: "Regresa hermosa" de Gerardo Ortíz
- 2018: "Oye mujer" de Raymix
- 2019: "A través del vaso" de Banda Los Sebastianes
- 2020: "Escondidos" de La Adictiva
- 2021: "Te volvería a elegir" de Calibre 50
- 2022: "Cada quien" de Grupo Firme con Maluma
- 2023: "Que vuelvas" de Grupo Frontera con Carín León
- 2024: "Buscando a la suerte" de Julión Álvarez

### Listas  de fin de década
- Años 2000: "No me conoces aún" de Palomo